# Tomás Alcaide
Tomás de Aquino Carmelo Alcaide CvC • OSE (Santo André, Estremoz, 16 de Fevereiro de 1901 – Lapa, Lisboa, 9 de Novembro de 1967), também referido como Tomaz Alcaide, foi um tenor português.

## Biografia

### Nascimento
Nasceu em 16 de Fevereiro e foi batizado a 8 de abril de 1901, na freguesia de Santo André, em Estremoz, como filho de Roberto Maria Alcaide, segundo sargento do Regimento de Cavalaria n.º 3, natural da freguesia e concelho de Alandroal, e de Maria das Pedras Alvas Gomes Carmelo, natural de Estremoz (freguesia de Santo André).

### Formação e carreira artística
Frequentou o Colégio Militar. Esteve depois no curso de preparatórios médicos na Escola Politécnica, e concluiu um ano na Escola Médica de Lisboa, mas interrompeu os seus estudos em 19 de Abril de 1925, de forma a viajar para Itália, para aperfeiçoar o seu canto. Com efeito, nessa altura já tinha iniciado a sua carreira no canto com grande sucesso, primeiro no Teatro de São Carlos, e depois no Teatro Rainha Vitória, em Madrid, onde tinha acompanhado o orfeão de Lisboa.
Em Milão, estreou-se em 5 de Dezembro de 1925 no Teatro Carcano, com a ópera Mignon.[carece de fontes?] Após ter estado cinco anos em Itália, foi sele(c)cionado para a estreia mundial de As Preciosas ridículas, versão de Felice Lattuada, e para actuar no Teatro Scala de Milão.
Foi uma figura presente em vários cartazes líricos da Europa e  América, até se retirar em 1948. Nesse ano regressou a Portugal, tendo sido mestre de canto e encenador da Companhia Portuguesa de Ópera. Em Portugal, cantou em diversos programas da Emissora Nacional, participou como cantor lírico no filme Bocage (1936), de José Leitão de Barros, e foi diretor da Escola de Canto do Teatro da Trindade (1948-1961). Escreveu a obra Um Cantor no Palco e na Vida (1961), uma obra autobiográfica. Actuou no Teatro da Ópera de Roma, na Suíça, na Alemanha, em Palermo, Bolonha, Barcelona, Malta, Nice, Catalonia, Parma, Lecce, Nova Iorque, Boston e em Chicago, entre outros locais. O seu repertório incluiu as óperas Mignon, D. Pascal, Rigoletto, Fausto, La Traviata, La Bohème, Werther, Falstaff, Les Précieuses ridicules, Madame Impere, Os Pescadores de Pérolas, Madame Butterfly, Tosca, La Favorita, O Barbeiro de Sevilha, La Sonnambula, Lucia, L'elisir d'amore, Manon e Fédora.
Morreu a 9 de novembro de 1967, aos 66 anos, vítima de trombose cerebral, em sua casa, sita na Avenida Infante Santo, n.º 361, 3.º andar esquerdo, na freguesia da Lapa, em Lisboa.

## Vida pessoal

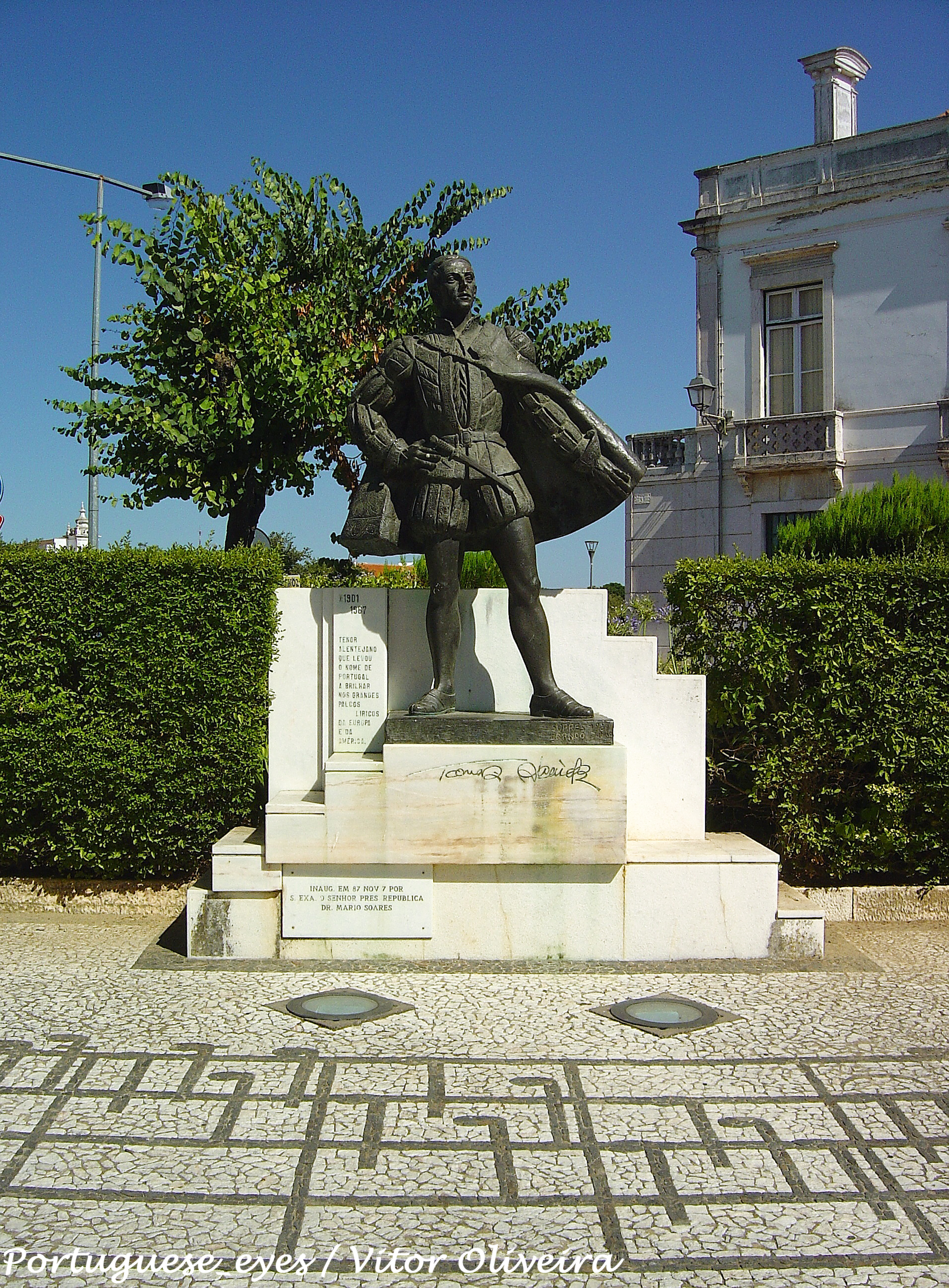
Estátua de Tomás Alcaide em Estremoz

A 29 de setembro de 1926, casou primeira vez civilmente, em Paris, com Katharine Rich, então de 23 anos, natural de Chicago, filha de Herbert Rich e de Ella Dahl. Os dois divorciaram-se por sentença judicial de 3 de julho de 1937.
Conheceu Asta-Rose Jordan (1922-2016), bailarina e cenógrafa, natural de Joinville (Brasil), filha de Hans e Rose Jordan, num encontro no Teatro Municipal de São Paulo quando já era famoso. A 29 de agosto de 1941, casou segunda vez, em Joinville (Brasil), com Asta-Rose Jordan e foram morar na Argentina, mas durante a Segunda Guerra Mundial mudaram-se para Portugal, onde Asta-Rose trabalhou na Embaixada dos Estados Unidos e ambos contribuíram intensamente para o desenvolvimento cultural europeu e Asta-Rose enriqueceu o seu conhecimento na área da música clássica.

## Homenagens
A 5 de Outubro de 1934 foi feito Cavaleiro da Ordem Militar de Cristo e a 27 de Outubro desse ano Oficial da Ordem Militar de Sant'Iago da Espada.
Tem Ruas com o seu nome em Lisboa, Oeiras, Évora e Estremoz.
Em 2011, onde foi entregue, a título póstumo a Tomaz Alcaide o título de Cidadão Honorário e a Medalha de Ouro da Cidade de Estremoz e, com honras militares, foi depositada a urna com as cinzas do artista, junto ao monumento em sua homenagem, em frente à casa que o viu nascer.